# Узломац
Узломац је планина чији се врх налази у општини Котор Варош. На њеном југоистоку се налази планина Борја. Висока је 1.002 м.
Планину покривају листопадне шуме храста китњака и лужњака, те букве. Богата је изворима и ловном дивљачи.

## Врхови
Узломац има два највиша врха која су исте висине.
- Јеловка (1.002 м)
- Прдељица (1.002 м)[1]